# Маклиш, Генри
Генри Маклиш (скотс Henry McLeish; род. 15 июня 1948, Метил, Файф) — государственный и политический деятель Шотландии. Член Лейбористской партии Шотландии. После смерти Дональда Дьюара занимал должность первого министра Шотландии с 27 октября 2000 года по 8 ноября 2001 года.

## Биография
Во время своего пребывания на посту депутата Палаты общин от избирательного округа в Гленротесе не отчитался перед Палатой общин и не оплатил взносы на сумму 36 000 фунтов стерлингов. С 1999 по 2001 год был депутатом парламента Шотландии от региона Центральный Файф. Тема со взносами была поднята на сессии парламента Шотландии в апреле 2001 года Консервативной партией. На тот момент он уже вернул деньги, но давление сохранилось. Шотландская национальная партия, в частности, усомнилась в его честности и потребовала отставки. Боролся с требованиями об отставке, аргументируя это тем, что его проступок был случайностью, а не намерением. 8 ноября 2001 года поддался давлению и ушел в отставку, его сменил на должности первого министра Джек Макконнелл.

## Работы
- Global Scots – Voices From Afar.